# Ascending to Infinity
Ascending to Infinity je debutové studiové album italské powermetalové hudební skupiny Luca Turilli's Rhapsody. Tu založil její hlavní skladatel a kytarista Luca Turilli po svém oddělení od kapely Rhapsody of Fire v roce 2011. Album bylo vydáno 22. června 2012 vydavatelstvím Nuclear Blast.

## Seznam skladeb
Hudbu složil(i) Luca Turilli, není-li uvedeno jinak. 
| Pořadí         | Název                                                                                                  | Autor                                   | Délka                 |
| -------------- | --- | --------------------------------------- | --------------------- |
| 1.             | Quantum X                                                                                              |                                         | 2:26                  |
| 2.             | Ascending to Infinity                                                                                  |                                         | 6:15                  |
| 3.             | Dante's Inferno                                                                                        |                                         | 4:57                  |
| 4.             | Excalibur                                                                                              |                                         | 8:06                  |
| 5.             | Tormento e Passione                                                                                    |                                         | 4:52                  |
| 6.             | Dark Fate of Atlantis                                                                                  |                                         | 6:30                  |
| 7.             | Luna (Alessandro Safina cover)                                                                         | Romano Musumarra, Giorgio Flavio Pintus | 4:16                  |
| 8.             | Clash of the Titans                                                                                    |                                         | 4:15                  |
| 9.             | Of Michael the Archangel and Lucifer's Fall I. "In Profundis" II. "Fatum Mortalis" III. "Ignis Divinus |                                         | 16:02 2:28 12:26 1:08 |
| Celková délka: | Celková délka:                                                                                         | Celková délka:                          | 57:38                 |

## Obsazení
- Alessandro Conti – zpěv
- Luca Turilli – kytara
- Dominique Leurquin – kytara
- Patrice Guers – basová kytara
- Alex Holzwarth – bicí

Hosté
- Bridget Fogle, Previn Moore, Matthias Stockinger, Dan Lucas, Johnny Krüger – sbor
- Sassy Bernert – zpěv
- Jasen Anthony, Previn Moore, Bridget Fogle – aranže

Technická podpora
- Sebastian 'Basi' Roeder – technik, mixing
- Arnaud Ménard – technik
- Christoph Stickel – mastering